# Hygrochroma hyalopuncta
Hygrochroma hyalopuncta là một loài bướm đêm trong họ Geometridae.